# Liste sozialdemokratischer Parteien
Dies ist eine Liste sozialdemokratischer (und sozialistischer) Parteien.

## Übersicht
- Ägypten:
  - Ägyptische Sozialdemokratische Partei
- Albanien:
  - Partia Socialiste e Shqipërisë (PSSH; Sozialistische Partei)
  - Partia Socialdemokrate e Shqipërisë (PSD; Sozialdemokratische Partei)
  - Lëvizja Socialiste për Integrim (LSI; Sozialistische Bewegung für Integration)
  - Partia Demokracia Sociale e Shqipërisë (PDSSH; Partei der Sozialdemokratie)
- Andorra:
  - Partit Socialdemòcrata (PS)
  - Socialdemocràcia i Progrés (SDP)
- Argentinien:
  - Coalición Cívica ARI (CC-ARI)
  - Partido Socialista (PS)
  - Unión Cívica Radical (UCR)
- Aserbaidschan:
  - Sozialdemokratische Partei (ASDP)
- Äthiopien:
  - Äthiopische Volksrevolutionäre Demokratische Front (EPRDF)
    - Demokratische Organisation des Oromovolkes (OPDO)

  - Äthiopische Sozialdemokratische Föderale Partei (ESDFP)
- Australien:
  - Australian Labor Party (ALP)
- Bangladesch:
  - Awami-Liga (Bangladesh Awami League)
- Barbados:
  - Barbados Labour Party (BLP)
  - Democratic Labour Party (DLP)
- Belize:
  - People’s United Party (PUP)
- Belarus:
  - Belarussische Sozialdemokratische Hramada
  - Belarussische Sozialdemokratische Partei (Hramada) („Gemeinschaft“)
  - Belarussische Sozialdemokratische Partei (Narodnaja Hramada) („Volksgemeinschaft“) – bislang nicht registriert
  - Sozialdemokratische Partei der Volkseintracht
- Belgien:
  - Flandern:
    - Vooruit

  - Wallonien:
    - Parti Socialiste (PS)

  - Deutschsprachige Gemeinschaft:
    - Sozialistische Partei (SP)
- Benin:
  - Parti social-démocrate (PSD)
- Bosnien und Herzegowina
  - Bosniaken:
    - Socijaldemokratska Partija Bosne i Hercegovine (SDP; Sozialdemokratische Partei)

  - Serben:
    - Savez nezavisnih socijaldemokrata (SNSD; Allianz der Unabhängigen Sozialdemokraten)
- Brasilien:
  - Partido da Social Democracia Brasileira (PSDB)
- Bulgarien:
  - Koalicija za Balgarija (KB; Koalition für Bulgarien)
- Chile:
  - Partido por la Democracia (PPD)
  - Partido Radical (PR)
  - Partido Socialista de Chile (PS)
- Costa Rica:
  - Partido Liberación Nacional (PLN)
- Königreich Dänemark:
  - Dänemark:
    - Socialdemokraterne (S)

  - Färöer:
    - Javnaðarflokkurin (JF; Gleichheitspartei)

  - Grönland:
    - Siumut (S; Vorwärts)
- Deutschland:
  - Sozialdemokratische Partei Deutschlands (SPD)
- Ecuador:
  - Izquierda Democrática (ID)
- Estland:
  - Sotsiaaldemokraatlik Erakond (SDE; Sozialdemokratische Partei)
- Europäische Union:
  - Sozialdemokratische Partei Europas (PES)
- Finnland:
  - Suomen Sosialidemokraattinen Puolue (SDP; Sozialdemokratische Partei)
  - Åland:
    - Ålands socialdemokrater (S)
- Frankreich:
  - Parti socialiste (PS)
- Gambia:
  - People’s Progressive Party
- Ghana:
  - Democratic Freedom Party (DFP)
  - Social Democratic Front (SDF)
  - National Democratic Congress (NDC)
- Griechenland:
  - Panellinio Sosialistiko Kinima (PASOK)
  - Dimokratiki Aristera (DIMAR; Demokratische Linke)
  - Kinima Dimokraton Sosialiston (KINIMA; Bewegung Demokratischer Sozialisten)
  - Rizospastiki Kinisi Sosialdimokratikis Symmachias (RIKSSY; Radikale Bewegung der Sozialdemokratischen Allianz)
- Guatemala:
  - Unidad Nacional de la Esperanza (UNE)
- Indien:
  - Indischer Nationalkongress (INC), progressiv
  - Janata Dal (United) (JD(U))
  - Andhra Pradesh:
    - Telugu Desam (TDP), progressiv
- Iran:
  - Sozialdemokratische Partei des Iran (SPIRAN)
- Irland:
  - Labour Party (LAB)
  - Social Democrats (SD)
- Island:
  - Historisch: Sozialdemokratische Partei Islands (AF, Alþýðuflokkurinn)
  - Gegenwart: Allianz (S, Samfylkingin)
- Israel:
  - haAwoda (haAwoda; die Arbeit)
  - Meretz (Meretz; Energie)
- Italien:
  - Partito Socialista Democratico Italiano (PSDI)
  - Partito Democratico (PD), pragmatische, reformistische Mitte-links-Partei
  - Partito Socialista Italiano (PSI)
  - Nuovo Partito Socialista Italiano (NPSI), (im konservativen Bündnis Forza Italia)
  - Südtirol:
    - Sozialdemokratische Partei Südtirols (SPS)
    - Soziale Fortschrittspartei Südtirols (SFP)
- Japan:
  - Shakaiminshutō (SDP; Sozialdemokratische Partei)
- Kamerun:
  - Front Social Démocrate (SDF)
- Kanada:
  - Neue Demokratische Partei (NDP/NPD)
  - Québec:
    - Bloc Québécois (BQ), auf Bundesebene
    - Parti Québécois (PQ), auf Provinzebene
- Kasachstan:
  - Nationale Sozialdemokratische Partei Kasachstans (NSDP)
- Kirgisistan:
  - Sozialdemokratische Partei Kirgisistans (SDPK)
- Kolumbien:
  - Partido Liberal Colombiano (PLC)
- Kosovo:
  - Lëvizja Vetëvendosje! (VV; Bewegung Selbstbestimmung)
  - Nisma Socialdemokrate (NISMA; Sozialdemokratische Initiative)
  - Partia Socialdemokrate e Kosovës (PSD; Sozialdemokratische Partei des Kosovo)
- Kroatien:
  - Socijaldemokratska Partija Hrvatske (SDP; Sozialdemokratische Partei)
  - Hrvatski Laburisti – Stranka Rada (HL; Kroatische Arbeitspartei), linkspopulistisch
- Lettland:
  - Sociāldemokrātiskā Partija „Saskaņa“ (SDPS; Sozialdemokratische Partei „Harmonie“)
  - Latvijas Socialdemokratiska Stradnieku Partija (LSDSP; Sozialdemokratische Arbeiterpartei)
- Liechtenstein:
  - Freie Liste (FL), teilweise grün
- Litauen:
  - Lietuvos socialdemokratų darbo partija (LSDDP; Sozialdemokratische Arbeitspartei)
  - Lietuvos socialdemokratų partija (LSDP; Sozialdemokratische Partei)
- Luxemburg:
  - Lëtzebuerger Sozialistesch Aarbechterpartei (LSAP)
- Malawi:
  - Alliance for Democracy (AFORD)
- Malaysia:
  - Democratic Action Party (DAP)
- Malta:
  - Partit Laburista (PL)
- Mexiko:
  - Partido de la Revolución Democrática (PRD)
  - Partido Revolucionario Institucional (PRI), Ideologie teilweise Zentrismus, Konservatismus, Korporatismus, gemäßigter Nationalismus, Populismus
- Moldau:
  - Partidul Democrat din Moldova (PDM; Demokratische Partei Moldaus)
- Mongolei:
  - Mongolische Volkspartei (MVP)
- Montenegro:
  - Demokratska partija socijalista Crne Gore (DPS; Demokratische Partei der Sozialisten Montenegros)
  - Socijalistička narodna partija Crne Gore (SNP; Sozialistische Volkspartei Montenegros)
  - Socijaldemokratska Partija Crne Gore (SDP; Sozialdemokratische Partei Montenegros)
  - Socijaldemokrate Crne Gore (SD; Sozialdemokraten Montenegros)
- Myanmar:
  - Nationale Liga für Demokratie (NLD)
- Namibia:
  - All People’s Party (APP), progressiv
  - National Democratic Party (NDP), progressiv
  - South West Africa People’s Organisation (SWAPO)
- Neuseeland:
  - New Zealand Labour Party (NZLP)
  - Progressive Party (PP)
- Königreich der Niederlande:
  - Niederlande:
    - Partij van de Arbeid (PvdA)

  - Aruba:
    - Movimiento Electoral di Pueblo (MEP)

  - Curaçao:
    - Partido MAN (MAN)

  - Sint Maarten:
    - National Alliance (NA)
- Niger:
  - Demokratische und soziale Versammlung (CDS-Rahama)
  - Nigrische Partei für Demokratie und Sozialismus (PNDS-Tarayya)
  - Nigrische Sozialdemokratische Partei (PSDN-Alhéri)
  - Sozialdemokratische Partei (PSD-Bassira)
  - Sozialdemokratisches Bündnis (RSD-Gaskiya)
- Nigeria:
  - Alliance for Democracy (AD), progressiv
- Nordmazedonien:
  - Socijal-Demokratski Sojuz na Makedonija (SDSM; Sozialdemokratischer Bund)
  - Nova Socijaldemokratska Partija (NSDP; Neue Sozialdemokratische Partei)
- Norwegen:
  - Arbeiderpartiet (Ap)
- Österreich:
  - Sozialdemokratische Partei Österreichs (SPÖ)
- Osttimor:
  - FRETILIN
- Pakistan:
  - Pakistanische Volkspartei
- Panama:
  - Partido Revolucionario Democrático (PRD; Demokratische Revolutionäre Partei)
- Polen: Sojusz Lewicy Demokratycznej (SLD; Bündnis der Demokratischen Linken)
- Portugal:
  - Partido Socialista (PS)
  - Partido Trabalhista Português (PTP)
- Rumänien:
  - Partidul Social Democrat (PSD; Sozialdemokratische Partei)
  - Uniunea Națională pentru Progresul României (UNPR; Nationale Union für den Fortschritt Rumäniens)
- Russland:
  - Sprawedliwaja Rossija (SR; Gerechtes Russland)
  - Sozialdemokratische Partei Russlands
- San Marino:
  - Partito Socialista Sammarinese (PSS)
  - Partito dei Socialisti e dei Democratici (PSD)
- Schweden:
  - Socialdemokraterna (S)
- Schweiz:
  - Sozialdemokratische Partei der Schweiz (SP)
- Senegal:
  - Parti Socialiste (PS)
- Serbien:
  - Demokratska stranka (DS; Demokratische Partei)
  - Socijaldemokratska partija Srbije (SDPS; Sozialdemokratische Partei Serbiens)
  - Socijaldemokratska stranka (SDS; Sozialdemokratische Partei)
  - Vojvodina:
    - Liga socijaldemokrata Vojvodine (LSV; Liga der Sozialdemokraten der Vojvodina)
- Singapur:
  - Workers’ Party of Singapore (WP)
- Slowakei:
  - Hlas – sociálna demokracia (HLAS-SD; Stimme)
  - Smer – sociálna demokracia (SMER-SD; Richtung)
- Slowenien:
  - Socialni demokrati (SD; Sozialdemokraten)
- Spanien:
  - Partido Socialista Obrero Español (PSOE)
  - Baskenland/Navarra:
    - Eusko Alkartasuna (EA; Baskische Solidarität)

  - Kanaren:
    - Agrupación Socialista Gomera (ASG)
    - Nueva Canarias (NCa)

  - Katalonien:
    - Esquerra Republicana de Catalunya (ERC)
    - Moviment d'Esquerres (MES)
    - Partit dels Socialistes de Catalunya (PSC)
- St. Kitts und Nevis:
  -     - St Kitts and Nevis Labour Party
- Südafrika:
  - African National Congress (ANC)
  - United Democratic Movement (UDM)
- Tschechien:
  - Česká strana sociálně demokratická (ČSSD; Tschechische Sozialdemokratische Partei)
- Türkei:
  - Cumhuriyet Halk Partisi (CHP; Republikanische Volkspartei)
  - Demokratik Sol Parti (DSP; Demokratische Partei der Linken)
- Ukraine:
  - Socialistychna Partija Ukrajiny (SPU; Sozialistische Partei)
- Ungarn:
  - Magyar Szocialista Párt (MSZP; Sozialistische Partei)
- Venezuela:
  - Acción Democrática (AD), im Bündnis Mesa de la Unidad Democrática (MUD)
  - Alianza Bravo Pueblo (ABP), im Bündnis Mesa de la Unidad Democrática (MUD)
  - Un Nuevo Tiempo (UNT), im Bündnis Mesa de la Unidad Democrática (MUD)
- Vereinigtes Königreich:
  - Labour Party (LAB)
    - Co-operative Party  (Co-op)
    - England:
      - London Labour Party
      - Yorkshire and the Humber Labour Party

    - Nordirland:
      - Labour Party in Northern Ireland

    - Schottland:
      - Scottish Labour Party

    - Wales:
      - Welsh Labour Party

  - Social Democratic Party (SDP)
  - Bermuda:
    - Progressive Labour Party (PLP)

  - Britische Jungferninseln:
    - National Democratic Party (NDP)
    - Progressive Virgin Islands Movement (PVIM)

  - Cayman Islands:
    - People’s Progressive Movement (PPM)

  - Gibraltar:
    - Gibraltar Socialist Labour Party (GSLP)

  - Isle of Man:
    - Manx Labour Party (MLP)

  - Jersey:
    - Reform Jersey

  - Nordirland:
    - Social Democratic and Labour Party (SDLP)

  - Schottland:
    - Scottish National Party (SNP)

  - Wales:
    - Plaid Cymru - Party of Wales (PC; Plaid Cymru)
- Vereinigte Staaten:
  - Democratic Socialists of America (DSA)
  - Puerto Rico:
    - Partido Independentista Puertorriqueño (PIP; Puerto Rican Independence Party)
- Zypern
  - Republik Zypern:
    - Kinima Sosialdimokraton (EDEK; Bewegung der Sozialdemokraten)
    - Dimokratiko Komma (DIKO; Demokratische Partei), zentristisch

  - Türkische Republik Nordzypern:
    - Cumhuriyetçi Türk Partisi (CTP; Republikanische Türkische Partei)
    - Toplumcu Demokrasi Partisi (TDP; Partei der gesellschaftlichen Demokratie)